# 푸에르토플라타주

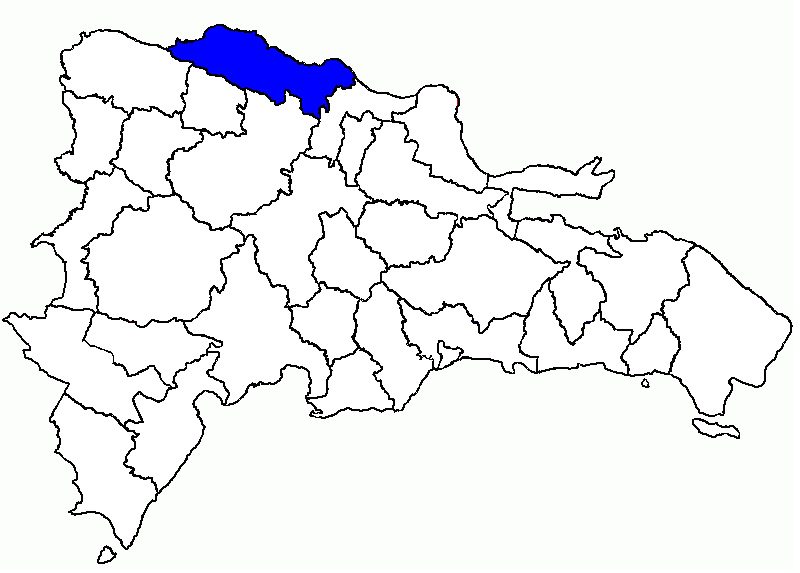
푸에르토플라타 주의 위치

푸에르토플라타주(스페인어: Puerto Plata)는 도미니카 공화국 북부에 위치한 주로 주도는 푸에르토플라타이며 면적은 1,852.90km2, 인구는 470,839명(2014년 기준)이다. 1850년에 신설되었다.
서쪽으로는 몬테크리스티 주, 남쪽으로는 발베르데 주와 산티아고 주, 동쪽으로는 에스파이야트 주, 북쪽으로는 대서양과 접한다. 9개 지방 자치체와 12개 지구를 관할한다.